# Ophiothamnus biocal
Ophiothamnus biocal är en ormstjärneart som beskrevs av Colonel O'Hara och Sabine Stöhr 2006.
Ophiothamnus biocal ingår i släktet Ophiothamnus och familjen knotterormstjärnor. Inga underarter finns listade i Catalogue of Life.